# Prosper Van Langendonck (politicus)

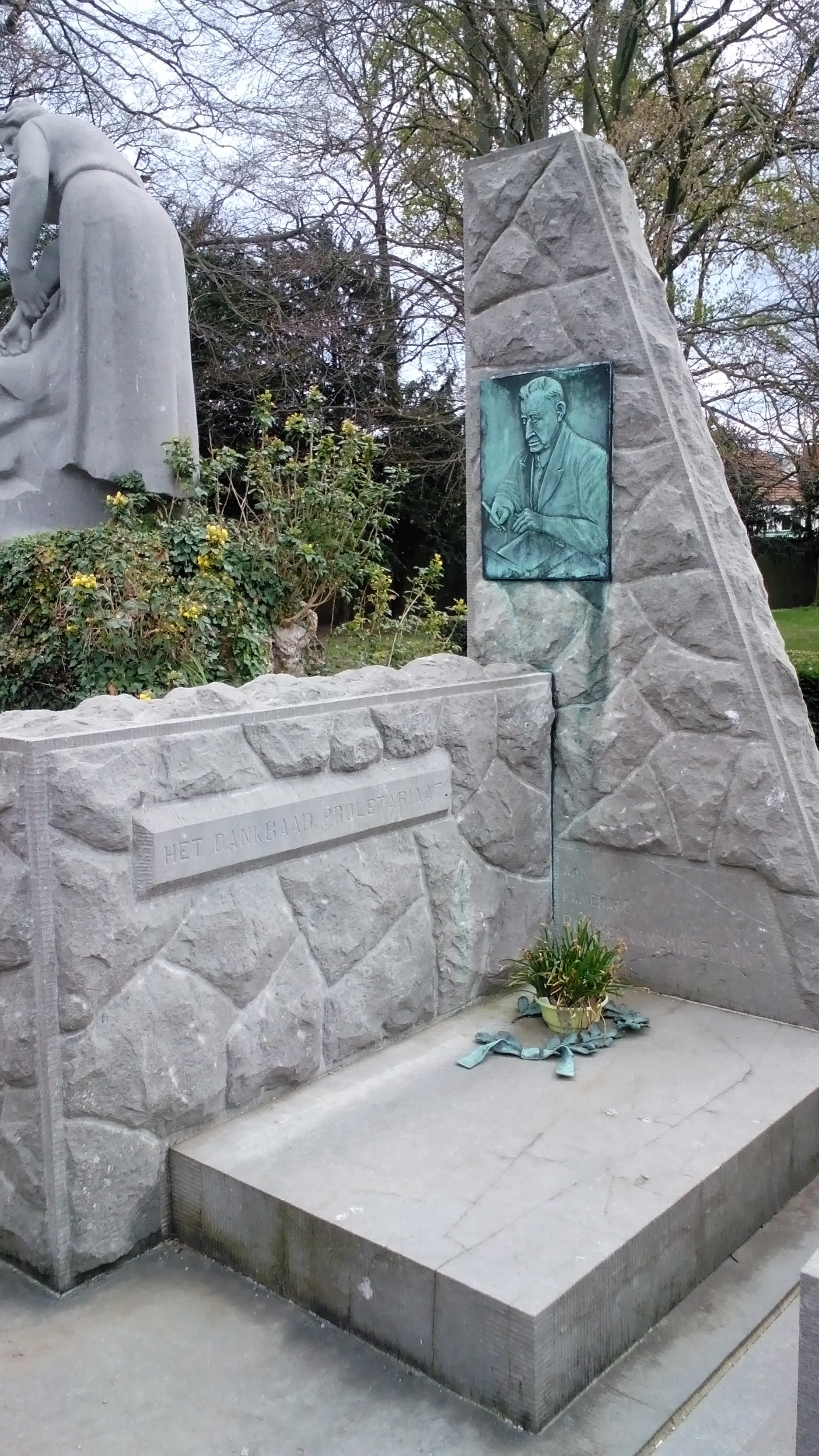
Grafsteen Prosper Van Langendonck

Prosper Van Langendonck (Leuven, 26 december 1856 - Sint-Jans-Molenbeek, 18 mei 1935) was een Belgisch volksvertegenwoordiger en toneelschrijver.

## Levensloop
Van Langendonck werd beroepshalve schoenmakersknecht. Hij was ook actief als toneelschrijver.
In 1886 sloot hij zich aan bij de BWP-federatie van het arrondissement Leuven, waarvan hij al snel een van de belangrijkste leiders werd. Hij was stichter en directeur van de coöperatieve De Proletaar, medeoprichter van de mutualiteit César De Paepe en vanaf 1893 stichter-hoofdredacteur van het Leuvense BWP-orgaan De Volkswil.
Voor de BWP was Van Langendonck van 1899 tot 1907 gemeenteraadslid van Leuven. In 1900 werd hij verkozen tot lid van de Kamer van volksvertegenwoordigers voor het arrondissement Leuven. Hij bekleedde het mandaat, maar dat werd hem kwalijk genomen door zijn achterban, met als gevolg dat hij in november 1911 zijn ontslag indiende. Hij werd opgevolgd door Eugène Beauduin. In de Kamer steunde hij de vernederlandsing van het hoger en middelbaar onderwijs.
In 1925 verhuisde hij naar Sint-Jans-Molenbeek, waar hij actief was in de lokale BWP-afdeling. Van 1932 tot aan zijn dood was hij er gemeenteraadslid.
Hij overleed in Sint-Jans-Molenbeek, maar wenste toch op de stadsbegraafplaats in Leuven te worden begraven, waar hij nu ligt naast het gedenkteken aan de zes jonge mannen, die het leven lieten bij de strijd om het algemeen stemrecht tijdens de Bloednacht van 18 april 1902.
Hij mag niet verward worden met schrijver Prosper Antoine Van Langendonck.

## Publicaties
- Tony, blijspel, 1888
- Een huwelijk per velo, 1894
- Liefdebloemen, drama, 1895
- Op zoek naar..., 1895
- Vrijen en blusschen, blijspel, 1895
- Ze gaan naar Parijs, blijspel, 1895
- Is dat komedie!, blijspel, 1895
- Liefde, blijspel, 1896
- Morgen is 't meeting, kluchtspel, 1896
- Liefdadigheid, treurig schouwspel, 1896
- Een jaloersche ezel, comedie, 1897
- Een toneelspel in de straat, zedenschets, 1897
- Kiesrumoer, blijspel, 1897
- Gevolgen der dronkenschap, drama in drie bedrijven, 1897
- Een huwelijk per vliegmachien, blijspel, 1914
- Une page d'histoire socialiste à Louvain, 1904